# Hunted Down
Hunted Down – utwór amerykańskiej grupy grunge’owej Soundgarden. Autorem tekstu jest Chris Cornell, muzykę skomponował gitarzysta Kim Thayil. Hunted Down został wydany w 1987 roku, za pośrednictwem wytwórni Sub Pop, jako pierwszy i jedyny singel promujący debiutancki album EP, Screaming Life. W 2010 roku, utwór znalazł się na kompilacyjnym box-secie, Telephantasm,

## Pochodzenie i nagranie
Utwór został napisany przy współpracy Kima Thayila i Chrisa Cornella - gitarzysta skomponował muzykę, zaś wokalista zajął się oprawą tekstową. Thayil o utworze:
W zamierzeniach, piosenka nie miała mieć tak ciężkiego brzmienia. Dopiero gdy rozpoczęliśmy jammowanie, okazało się, że piosenka jest bardzo rytmiczna, oraz że solo jest bardzo hałaśliwe.

## Kompozycja
„Hunted Down” powszechnie jest uznawany za reprezentatywny utwór wczesnego brzmienia grunge’u, wyróżniającego brudne i ciężkie brzmienie gitar, mroczną atmosferę i tekst dotyczący wewnętrznych problemów i ucieczki od zła.

## Wydanie i odbiór
„Hunted Down” został wydany jako singel w 1987 roku, z utworem Nothing to Say na stronie B singla, który również można znaleźć na albumie Screaming Life, oraz płycie A-Sides, zawierającej utwory z pierwszych stron singli (z tego powodu może dziwić obecność na tej kompilacji utworu „Nothing to Say”, a nie „Hunted Down”). Pierwsze 500 egzemplarzy singla, ukazało się na niebieskim winylu i do dziś przez fanów Soundgarden jest uznawany za rarytas.
17 kwietnia nastąpiła reedycja singla na pomarańczowym winylu, w ramach Record Store Day.

## Lista utworów
| Nr. |  | Tytuł            | Tekst         | Muzyka     | Długość |
| --- |  | ---------------- | ------------- | ---------- | ------- |
| 1.  |  | "Hunted Down"    | Chris Cornell | Kim Thayil | 2:42    |
| 2.  |  | "Nothing to Say" | Chris Cornell | Kim Thayil | 4:00    |

## Twórcy
- Chris Cornell - śpiew
- Kim Thayil - gitara elektryczna
- Hiro Yamamoto - gitara basowa
- Matt Cameron - perkusja

## Interpretacje
- Amerykańska grupa Alice in Chains podczas koncertów w 1991[4].